# Zab Judah
Zabdiel Judah (ur. 27 października 1977 w Nowym Jorku) – amerykański bokser, były zawodowy mistrz świata wagi lekkopółśredniej (do 140 funtów) organizacji IBF i WBO oraz półśredniej (do 147 funtów) organizacji WBA, IBF  i WBC.

## Kariera amatorska
W trakcie kariery amatorskiej wygrał 110 walk i 5 przegrał. Był kandydatem do ekipy na Igrzyska Olimpijskie w Atlancie w 1996 ale przegrał rywalizację z Davidem Diazem późniejszym zawodowym mistrzem świata WBC.

## Kariera zawodowa
Karierę zawodową rozpoczął 20 września 1996. Do lipca 1999 stoczył 22 walki, z których wygrał 21 a jedna została uznana za nieodbytą. W tym okresie zdobył w wadze lekkopółśredniej tytuł mistrza tymczasowego USBA i po pokonaniu, 16 stycznia 1999, Portorykańczyka Wilfredo Negrona tytuł mistrza tymczasowego IBF.
12 lutego 2000 w Uncasville (stany Zjednoczone) po znokautowaniu w czwartej rundzie Jana Pieta Bergmana (Republika Południowej Afryki) zdobył wakujący tytuł pełnoprawnego mistrza IBF. W pierwszej obronie tytułu, 24 czerwca, pokonał jednogłośnie na punkty Brytyjczyka Juniora Wittera. W kolejnych obronach zwyciężył: 5 sierpnia poprzedniego posiadacza pasa mistrzowskiego Terrona Milleta (Stany Zjednoczone) przez techniczny nokaut w czwartej rundzie, 20 października Hectora Quiroza (Meksyk) przez techniczny nokaut w ósmej rundzie, 13 stycznia 2001 Reggie Greena (Stany Zjednoczone) przez techniczny nokaut w dziesiątej rundzie oraz 26 czerwca przez nokaut w trzeciej rundzie Allana Vestera (Dania).
Po pięciu skutecznych obronach tytułu, 3 listopada 2001 w Las Vegas, doszło do walki unifikacyjnej z Australijczykiem Kostią Cziu, której stawką były tytuły IBF, WBA Super i WBC. Judah przegrał przez techniczny nokaut w drugiej rundzie i utracił pas IBF.
Po dwudziestu miesiącach, 12 lipca 2003 w Las Vegas, ponownie stanął do pojedynku o pas mistrzowski, tym razem organizacji WBO. Po wyrównanym pojedynku, niejednogłośnie na punkty, pokonał broniącego tytułu DeMarcusa Corleya (Stany Zjednoczone) i został ponownie mistrzem świata. Po znokautowaniu w pierwszej rundzie w obronie pasa, 13 grudnia, Jaime Rangela z Kolumbii na początku 2004 zwakował tytuł przechodząc do kategorii półśredniej.
W pierwszej walce w nowej kategorii, 10 kwietnia 2004, otrzymał szansę zdobycia tytułów IBF, WBA Super oraz WBC. Po wyrównanym pojedynku jednogłośnie na punkty przegrał z ich obrońcą Amerykaninem Cory Spinksem. Po zdobyciu tytułu WBO-Intercontinental, 5 lutego 2005 w Saint Louis doszło do pojedynku rewanżowego ze Spinksem. Judah wygrał przez techniczny nokaut w dziewiątej rundzie i został mistrzem trzech federacji: WBA, WBC i IBF. W obronie wszystkich tytułów, 14 maja, zwyciężył w trzeciej rundzie przez techniczny nokaut meksykanina Cosme Riverę. Kolejny pojedynek, 7 stycznia 2006 stoczył wyłącznie w obronie pasa mistrzowskiego WBC. Przegrał jednogłośnie na punkty z Argentyńczykiem Carlosem Manuelem Baldomirem. Po stracie tytułu WBC został pozbawiony również tytułu WBA Super. W obronie tytułu federacji IBF, 8 kwietnia w Las Vegas, spotkał się z rodakiem Floydem Mayweatherem Jr. Przegrał jednogłośnie na punkty i stracił ostatni pas mistrzowski.
W następnych latach próbował odzyskać pas mistrzowski. Dwie kolejne próby były nieudane: 9 czerwca 2007 przegrał walkę z Miguelem Angelem Cotto (Portoryko) o tytuł mistrza federacji WBA a 2 sierpnia 2008 z Joshuą Clotheyem (Ghana) o wakujący tytuł federacji IBF po czym powrócił do kategorii lekkopółśredniej. Po czterech kolejno wygranych walkach, 5 marca 2011 w Newark (Stany Zjednoczone) stanął do pojedynku o wakujący tytuł IBF. Zwyciężył przez techniczny nokaut w siódmej rundzie Kaizera Mabuzę i został po raz czwarty mistrzem świata. Już w kolejnej walce doszło do pojedynku unifikacyjnego z Brytyjczykiem Amirem Khanem posiadaczem tytułu WBA. 23 lipca w Las Vegas przegrał przez nokaut w piątej rundzie tracąc pas mistrzowski.
Zab po raz ostatni walczył w 2013 roku na Brooklynie, 27 kwietnia przegrywając jednogłośnie na punkty 111:116, 112:114 i 112:115 z mistrzem wagi junior półśredniej Dannym Garcíą (30-0, 17 KO), jak i ze swoim lokalnym wrogiem z Brooklynu Paulem Malignaggim (33-6, 7 KO) 7 grudnia (także jednogłośnie na punkty 111:116, 110:117 i 110:117).